# پتریچ
نام شهری است در استان بلاگووگراد کشور بلغارستان.

## نگارخانه

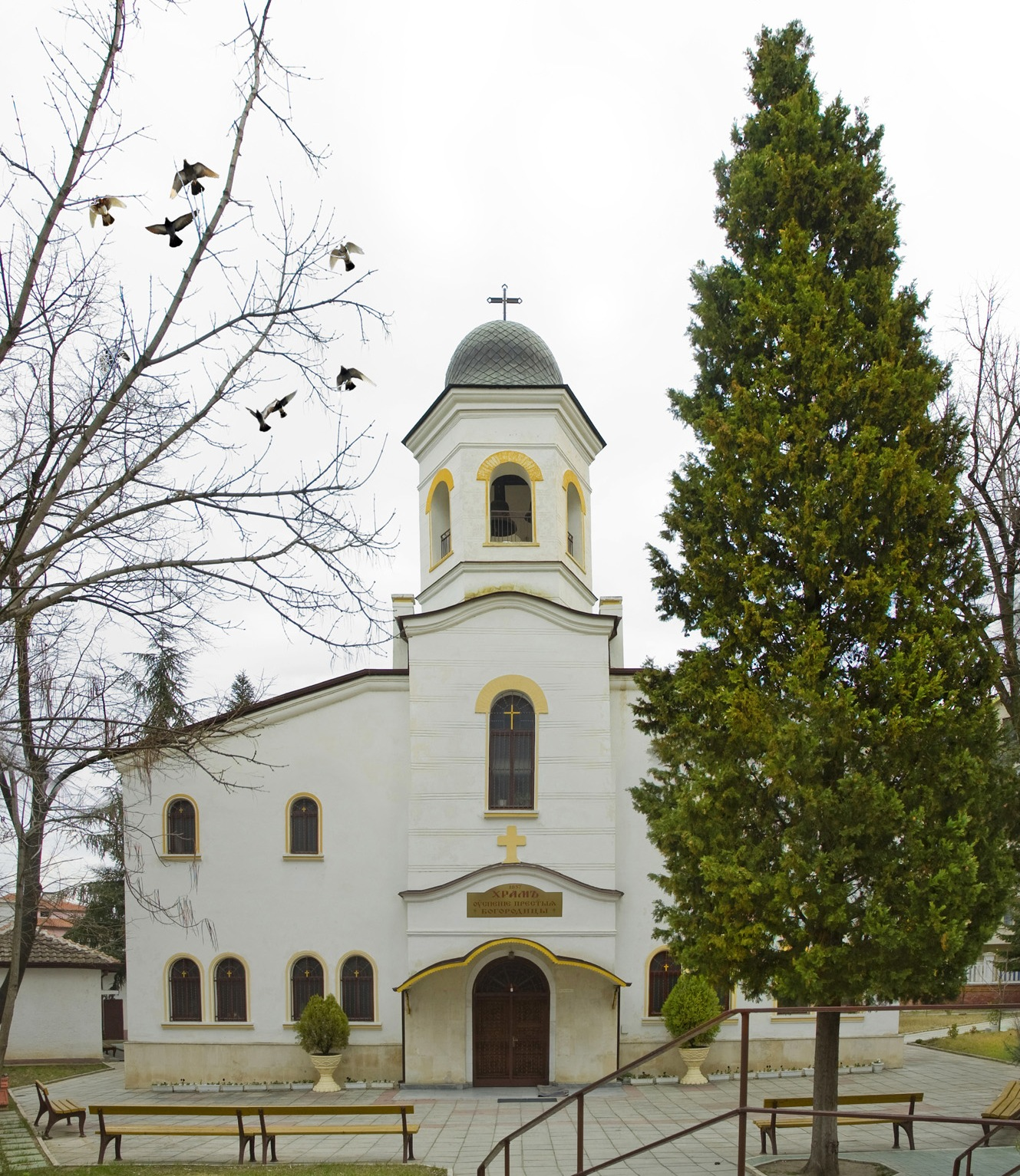
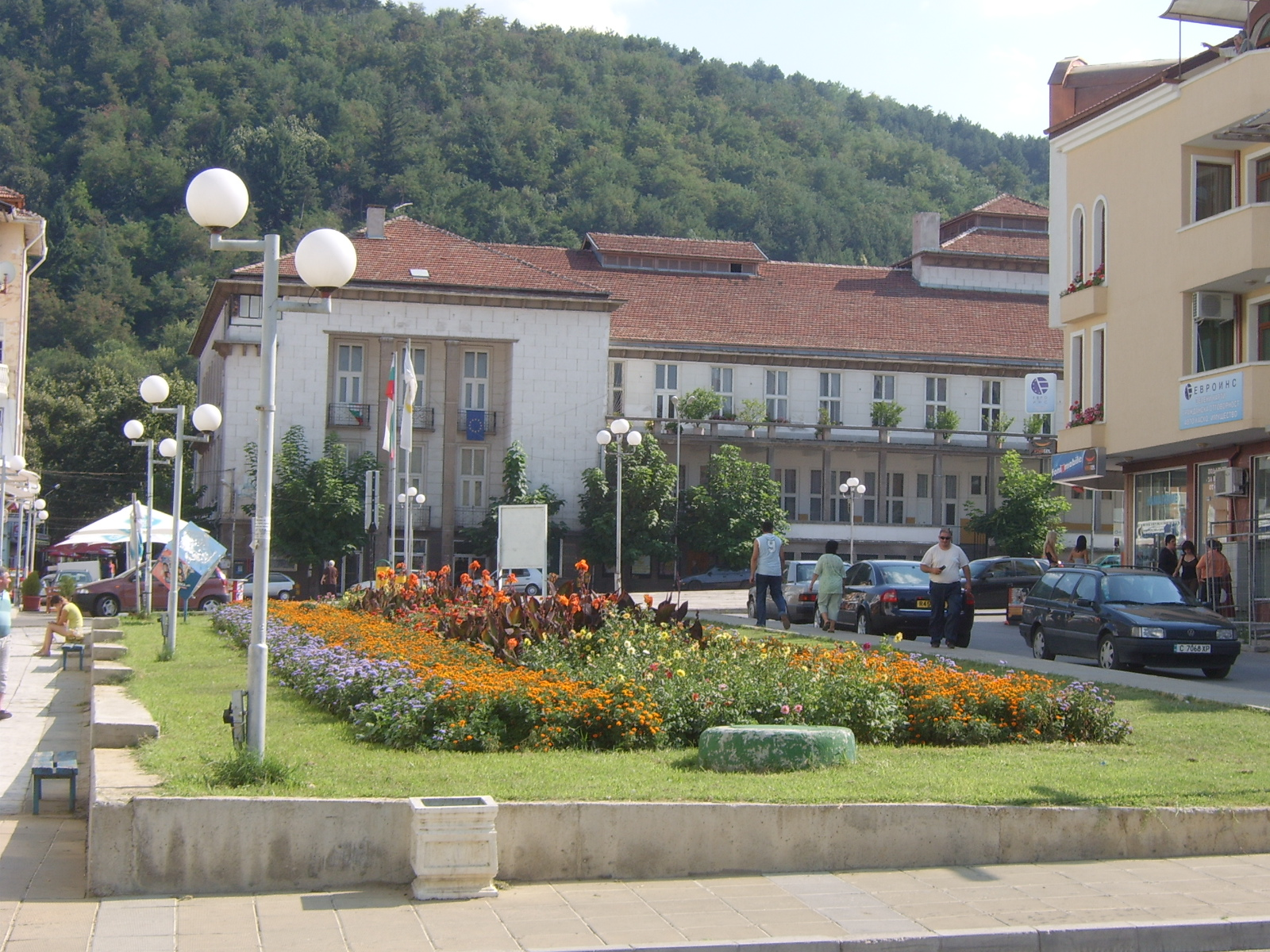
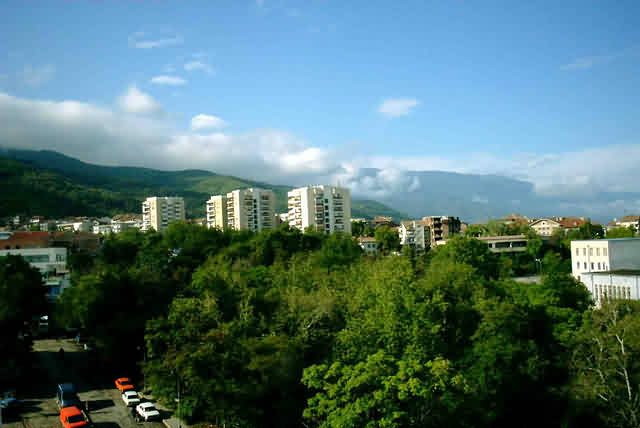
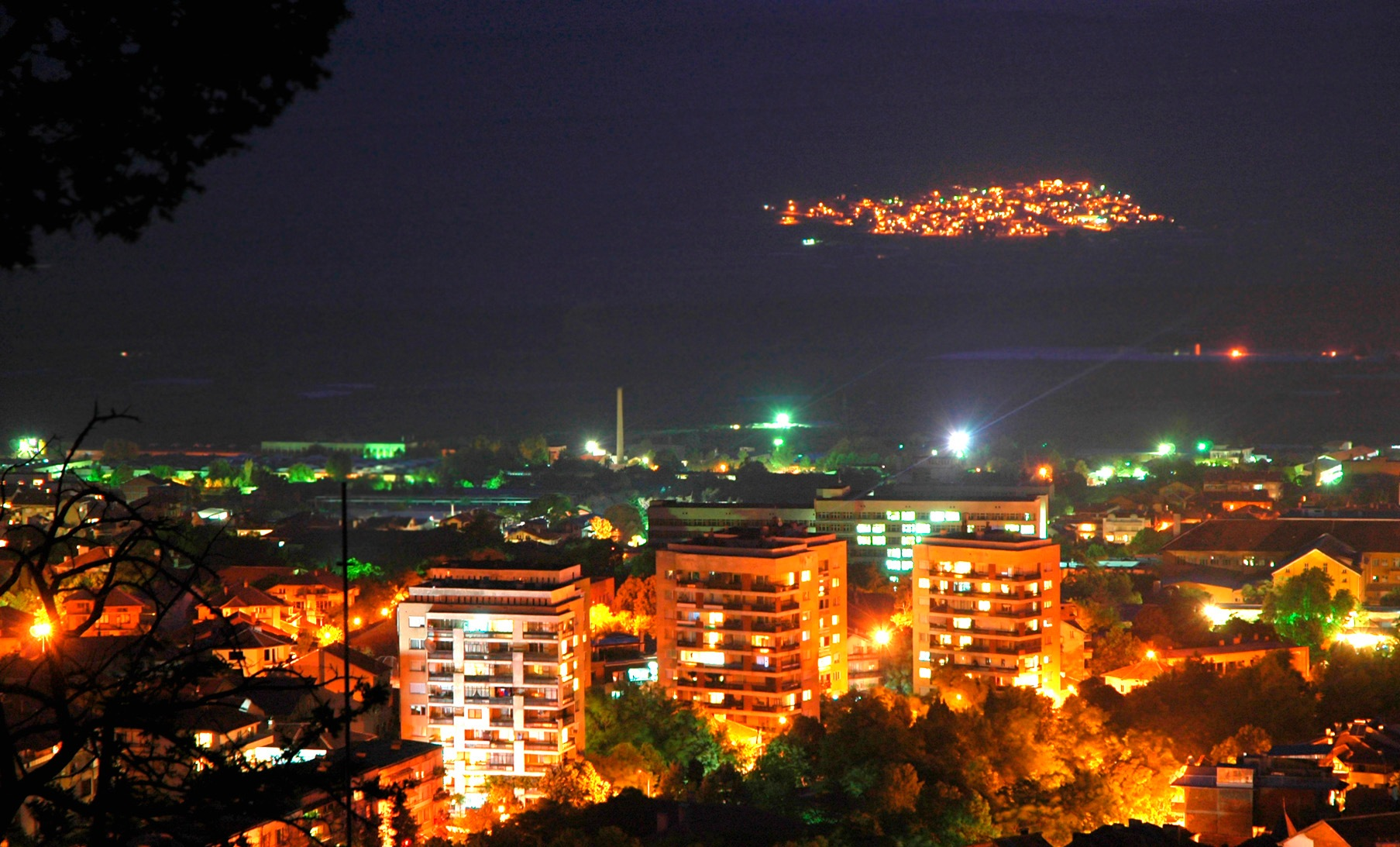
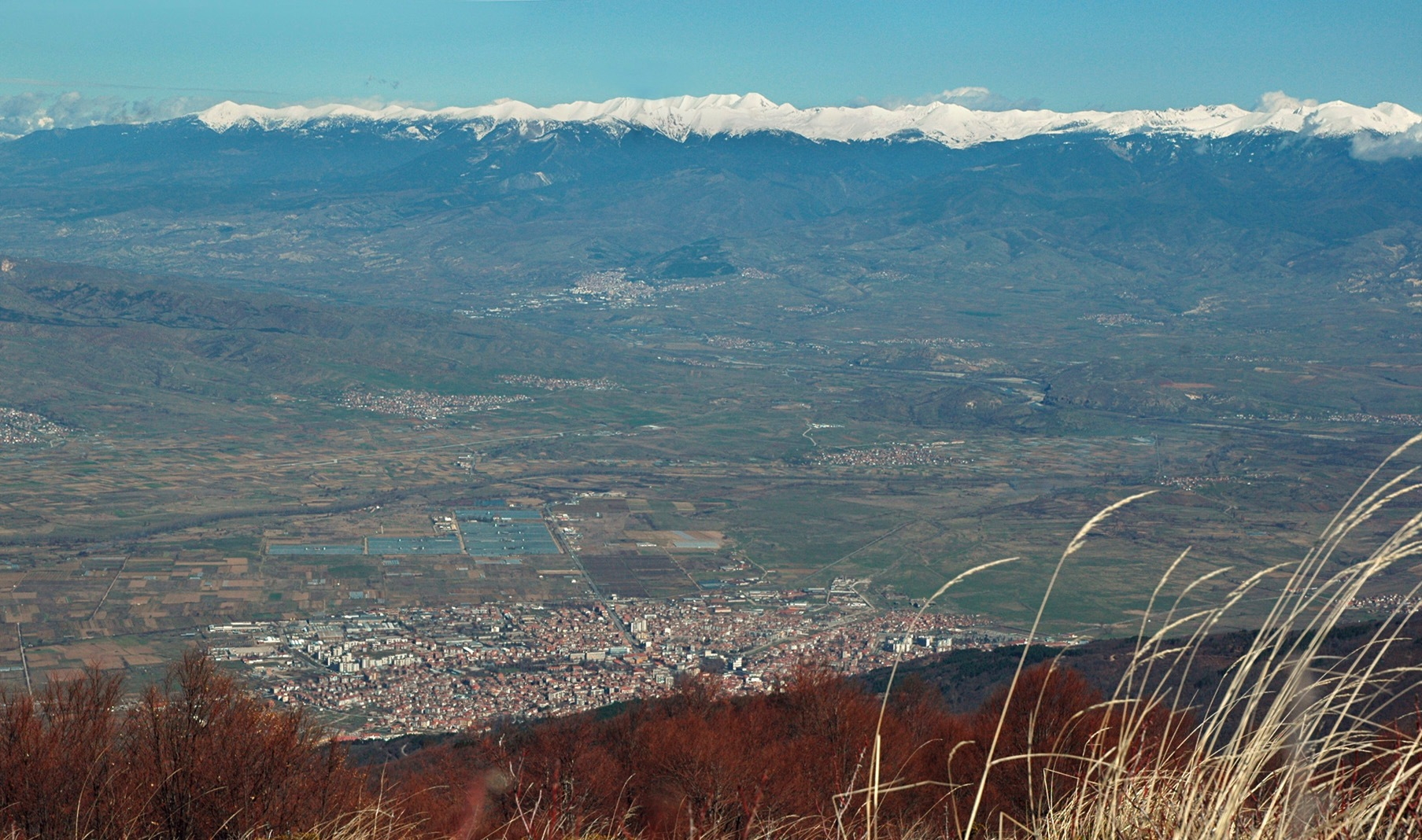
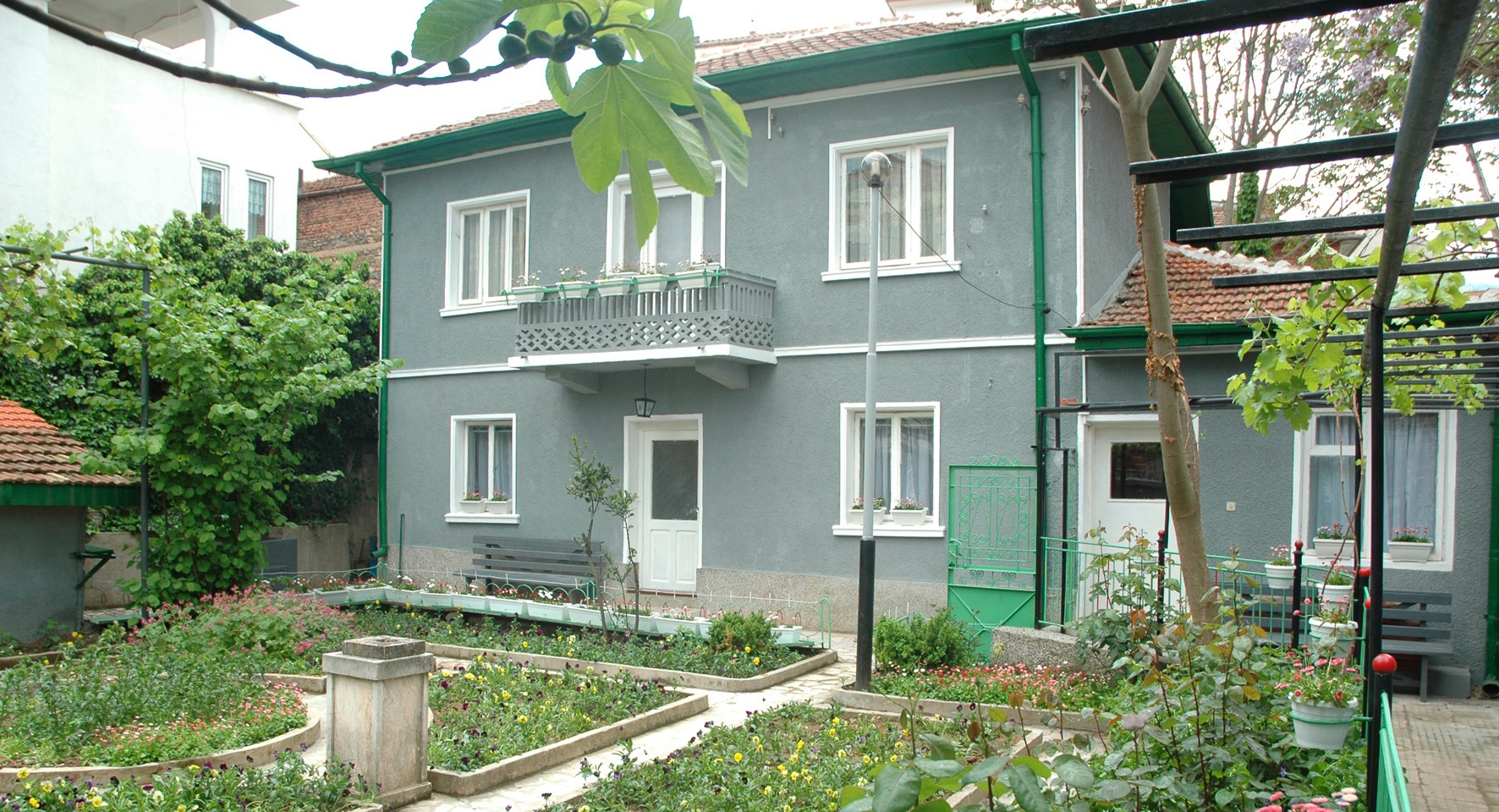

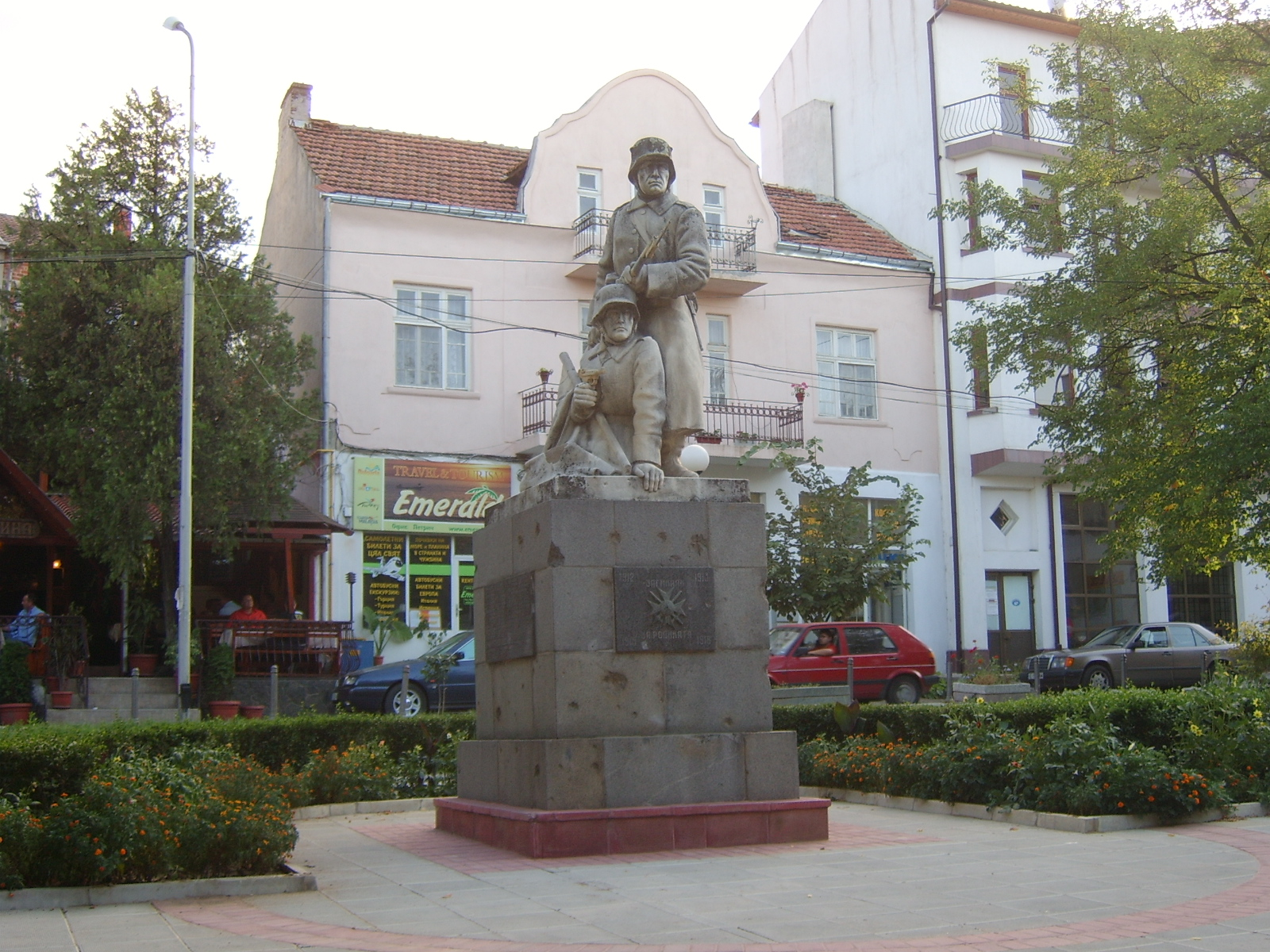
بنای یادبود جنگ جهانی اول

.